# Dag Prawitz
Dag Prawitz (* 16. Mai 1936 in Stockholm) ist ein schwedischer Philosoph und mathematischer Logiker.

## Leben
Prawitz studierte theoretische Philosophie in Stockholm als Schüler von Anders Wedberg und Stig Kanger. 1965 wurde er promoviert mit der Dissertation Natural Deducation. A Proof-Theoretic Study. Er war Dozent an der Universität Stockholm und der Universität Lund und Gastprofessor in den USA (UCLA, Stanford, Michigan) bevor er 1971 Professor in Oslo wurde (als Nachfolger von Arne Naæss). 1976 wurde er Nachfolger von Wedberg als Professor für theoretische Philosophie in Stockholm. 1977 bis 1979 stand er der Fakultät für Philosophie vor. 1983 war er Gastprofessor in Rom. 2001 wurde er emeritiert.
Er ist für Arbeiten zur Beweistheorie bekannt und war in den 1960er Jahren einer derjenigen, die die Vermutung von Gaisi Takeuti für Logikkalküle zweiter und höherer Ordnung bewiesen (Gültigkeit der Schnittregel entsprechend dem Gentzenschen Hauptsatz). Er befasste sich mit Philosophie der Logik (unter anderem dem Konflikt klassischer und intuitionistischer Logik) und Sprachphilosophie (Theorie der Bedeutung, Inferentielle Semantik, mit Michael Dummett und aufbauend auf einer Idee von Gerhard Gentzen).
Er ist Mitglied der Königlich Schwedischen und Norwegischen Akademie der Wissenschaften, der Kungliga Vitterhets Historie och Antikvitets Akademien und der Academia Europaea. 2015 erhielt er den mit 600.000 Kronen dotierten Ann Kersti und Carl Hakon Swenson Preis für Geisteswissenschaften der Kungliga Vitterhets Historie och Antikvitets Akademien.
Er stand 1991 dem Organisationskomitee des 9th International Congress for Logic, Methodology and Philosophy of Science in Uppsala vor.  1988 bis 1997 war er Präsident der Schock Stiftung, die die internationalen Rolf Schock Preise der Schwedischen Akademie der Wissenschaften vergibt.  Sowohl in Schweden als auch in Norwegen war er in den 2000er Jahren in nationalen Komitees zur Evaluierung der Forschung in Philosophie.
Von dessen Gründung 1985 bis 2004 leitete er den Verlag Thales.
2020 wurde Dag Prawitz gemeinsam mit Per Martin-Löf der Rolf-Schock-Preis für Logik und Philosophie verliehen. 

## Schriften
- Completeness and Hauptsatz for second order logic, Theoria, Band 33, 1967, S. 246–58
- Hauptsatz for higher order logic, Journal of Symbolic Logic, Band 33, 1969, S. 452–57, 1969
- On the idea of a general proof theory, Synthese, Band 27, 1974, S. 63–77.
- Meaning and proofs: On the conflict between classical and intuitionistic logic, Theoria, Band 43, 1977, S. 2–40
- Beweise und die Bedeutung und Vollständigkeit der logischen Konstanten, Conceptus, Band XVI, 1982, S. 3–44 (Übersetzung von: Proofs and the meaning and completeness of the logical constants, in: J. Hintikka, Essays on Mathematical and Philosophical Logic, Reidel 1979)
- Natural deduction: A proof-theoretical study. Acta Universitatis Stockholmiensis, Stockholm studies in philosophy 3. Stockholm, Göteborg, Uppsala: Almqvist & Wicksell 1965, Nachdruck Dover 2006
- ABC i Symbolisk Logik, Filosofiska studier nr 23, Uppsala, 1975, Neuauflage Stockholm, Thales 2001